# Мыла (приток Печоры)
Мы́ла — река в России, течёт по территории Усть-Цилемского района Республики Коми, левый приток Печоры. Исток находится на восточном склоне Тобышской возвышенности в системе Тиманского кряжа. Русло пролегает по ненаселённой местности, довольно извилистое, неоднократно меняет направление. В основном река течёт на северо-восток. Низовья заболочены. Устье находится в 258 км по левому берегу реки Печоры, выше посёлка Новый Бор. Длина Мылы составляет 122 км, площадь водосборного бассейна 573 км².
Система водного объекта: Печора → Баренцево море.

## Данные водного реестра
По данным государственного водного реестра России относится к Двинско-Печорскому бассейновому округу, водохозяйственный участок реки — Печора от водомерного поста Усть-Цильма и до устья, речной подбассейн реки — бассейны притоков Печоры ниже впадения Усы. Речной бассейн реки — Печора.
Код объекта в государственном водном реестре — 03050300212103000081861.